# یواس‌اس استنتر (ای‌آرال-۲۶)
یواس‌اس استنتر (ای‌آرال-۲۶) (به انگلیسی: USS Stentor (ARL-26)) یک کشتی بود که طول آن ۳۲۸ فوت ۰ اینچ (۱۰۰٫۰ متر) بود. این کشتی در سال ۱۹۴۴ ساخته شد.